# Cedr

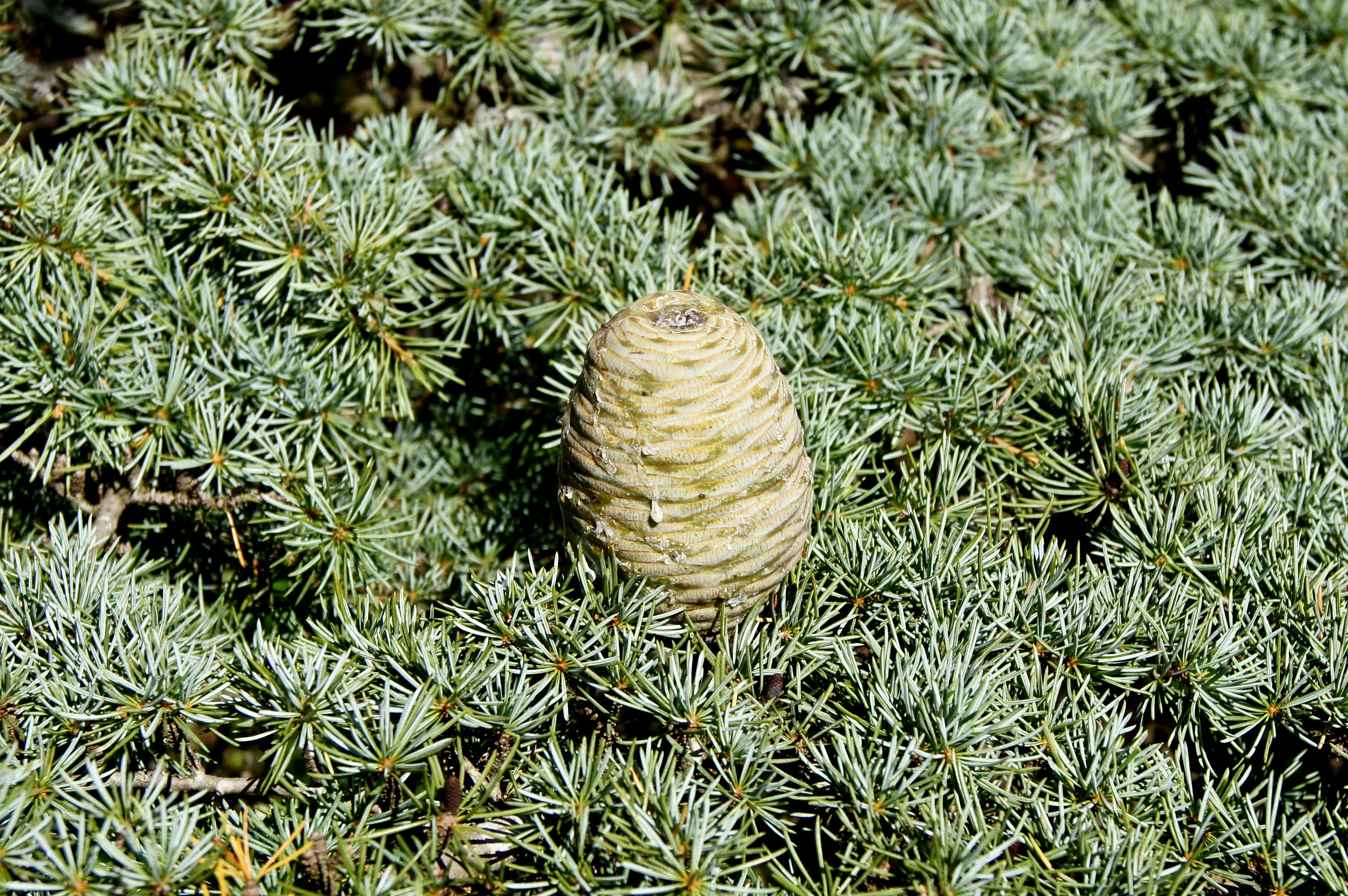
Szyszka cedru libańskiego

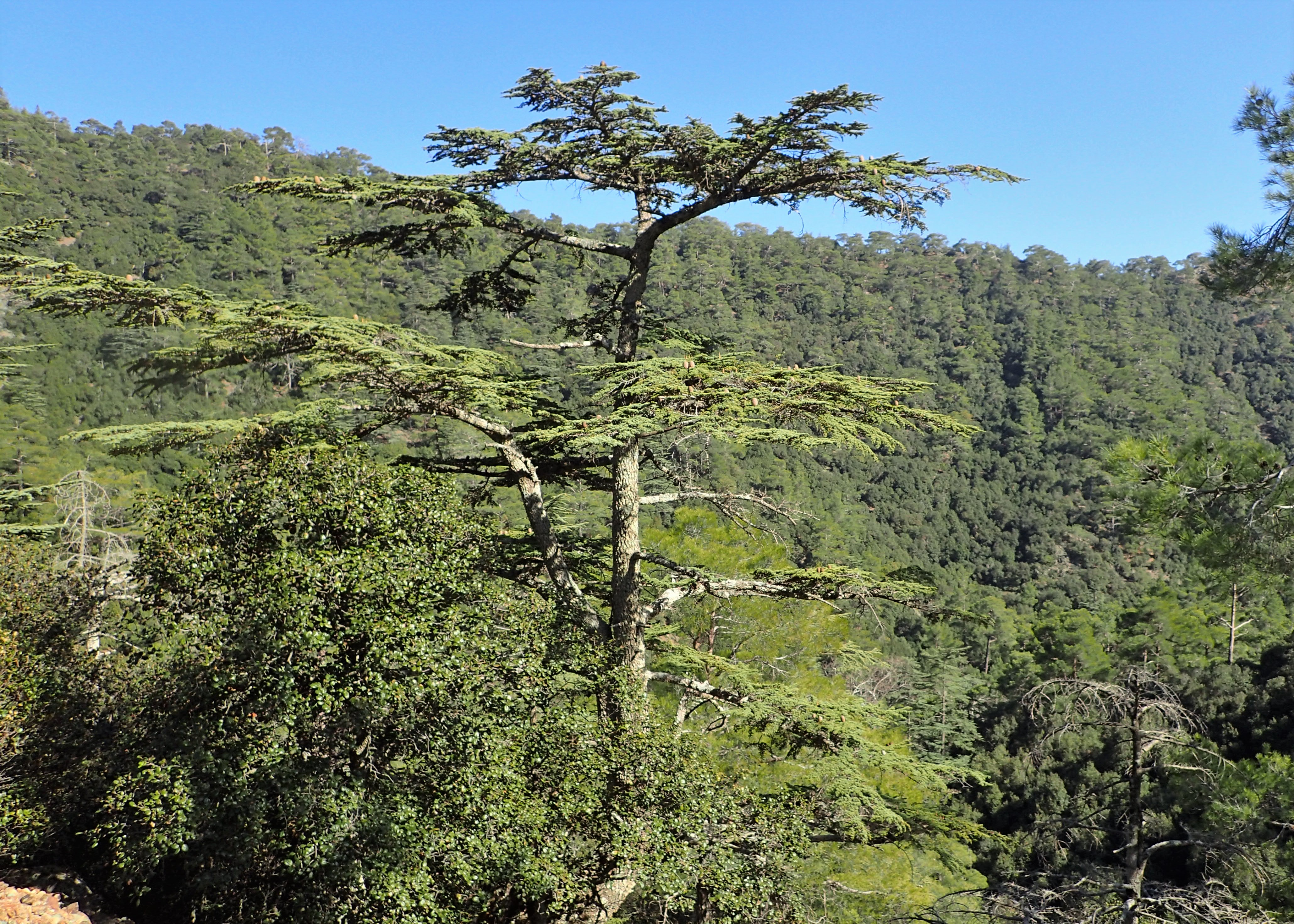
Cedr cypryjski Cedrus libani var. brevifolia

Cedr (Cedrus Trew) – rodzaj długowiecznych drzew z rodziny sosnowatych. W zależności od ujęcia systematycznego wyróżnia się od dwóch do czterech gatunków. Cedry występują w rejonach górskich Afryki Północnej i Azji Zachodniej w trzech obszarach rozdzielonych znacznymi dysjunkcjami. Rosną w górskich lasach na wysokościach od 1100 do ok. 3000 m n.p.m. Ze względu na niewielkie areały i eksploatację status gatunku zagrożonego ma cedr atlaski, a cedr libański jest gatunkiem narażonym. Cedry są źródłem bardzo cenionego drewna, sadzone są także jako drzewa ozdobne.
Nazwa naukowa rodzaju jest jego nazwą łacińską jeszcze ze starożytności, pochodzącą od starogreckiego kedros. Nazwa odnosiła się zarówno do tych drzew, jak i ich drewna oraz drewna innych drzew iglastych.

## Rozmieszczenie geograficzne
Współczesny zasięg rodzaju wskazuje na przywiązanie w przeszłości tych roślin do pasm górskich rozciągających się wzdłuż strefy zderzenia płyty eurazjatyckiej z napierającymi od południa płytami powstałymi po rozpadzie Gondwany od północno-zachodniej Afryki po południowo-wschodnią Azję. Zasięg rodzaju był w przeszłości znacznie obszerniejszy niż współcześnie o czym świadczą skamieniałości cedrów pochodzące z miocenu i pliocenu z południowej Europy i Wyżyny Lessowej w Chinach, z oligocenu z zachodniego Kazachstanu, z wczesnego plejstocenu z masywu Ahaggar w środkowej Saharze. Zmiany klimatyczne, w tym postępujące pustynnienie, spowodowało odizolowanie trzech populacji, z których pierwsza odcięta została azjatycka, z której wyewoluował cedr himalajski Cedrus deodara zasiedlający współcześnie góry Hindukusz, Karakorum i Himalaje. Populacje obszarów górskich w otoczeniu Morza Śródziemnego uległy rozdzieleniu we wczesnym miocenie, ok. 18–23 milionów lat temu. Cedr atlaski C. atlantica występuje w Maroku w Atlasie Średnim i Rif oraz w Algierii w Atlasie Tellskim. Cedr libański C. libani rośnie w górach otaczających wschodnią część Morza Śródziemnego od Libanu poprzez Syrię i góry południowej części Azji Mniejszej sięgając po okolice miasta Muğla na zachodzie. Izolowana populacja występuje w północnej Turcji na północ od Erbaa. Na wyspie Cypr w górach Trodos występuje izolowana odmiana cedru libańskiego – C. libani var. brevifolia, tradycyjnie często wyodrębniana w randze gatunku jako cedr cypryjski C. brevifolia. Cedr cypryjski oddzielił się od kontynentalnej populacji ok. 6–8 milionów lat temu.

## Morfologia
PokrójOkazałe drzewa osiągające zwykle do 40–50 m wysokości (tylko C. libani var. brevifolia zwykle tylko do 20 m wysokości, z kolei najwyższe cedry himalajskie sięgają do co najmniej 75–76 m). Młode drzewa w regularnych odstępach tworzą odgałęzienia boczne, stąd mają monopodialną (jednoosiową) budowę (pokrój jest piramidalny). Zachowuje się ona z wiekiem jednak tylko u cedru himalajskiego, podczas gdy u starych cedrów z obszaru śródziemnomorskiego część konarów I rzędu rośnie bardzo silnie i z wiekiem coraz bardziej dominują nad osią główną drzewa. Odgałęzienia boczne rosną przy tym poziomo, tworząc w efekcie spłaszczoną, szeroko rozpostartą koronę. W drewnie żywice zawarte są w przestworach, podczas gdy przewody żywiczne występują w liściach, szyszkach i korowinie. Ta ostatnia pęka i łuszczy się niewielkimi płatkami, u starszych okazów jest głębiej spękana podłużnie. Pędy zróżnicowane są na krótko- i długopędy, młode pędy są szarawo omszone.
LiścieOsadzone są na sterygmach (trzonkach). Blaszki są równowąskie, igłowate i sztywne, na przekroju rombowate, zwężające się ku nasadzie i wierzchołkowi, który jest zaostrzony, zwieńczony bezbarwnym kończykiem. Wyrastają ułożone skrętolegle na długopędach i gęsto skupione na krótkopędach. Liście są zimozielone, zachowują się przez 3–6 lat. Osiągają od kilkunastu do ok. 50 mm długości.
KwiatyCedry są jednopienne, tj. na drzewach tworzą odrębne kwiatostany/szyszki z kwiatami męskimi i żeńskimi. Męskie rozwijają się pojedynczo na wierzchołkach krótkopędów, są wzniesione, walcowate, długości ok. 5 cm. Na ich osi znajdują się liczne mikrosporofile, każdy z dwoma mikrosporangiami (woreczkami pyłkowymi). Szyszki żeńskie rozwijają się podobnie jak męskie – pojedynczo, wzniesione na końcach krótkopędów, ale mają jajowaty kształt, długość w czasie kwitnienia 1–1,5 cm i jasnofioletowy kolor. Szyszki męskie i żeńskie rozwijają się na odrębnych pędach. Łuski nasienne są liczne i bardzo gęste, szerokie, owalne, spiralnie ułożone na osi szyszki, każda wsparta jest drobną łuską wspierającą i na górnej powierzchni ma dwa zalążki.
SzyszkiDojrzewają przez 1,5 do 2 lat po zapłodnieniu rozsypując się na drzewie (czasem nawet po trzech latach). Osiągają od 5 do 10 cm długości. Nasiona mają nieforemnie trójkątny kształt i zaopatrzone są w duże, błoniaste skrzydełko. Siewki mają od 6 do 10 liścieni.

## Systematyka
Pozycja systematyczna
Dawniej, gdy o pokrewieństwie sądzono głównie na podstawie cech morfologicznych, cedry uważano za blisko spokrewnione z posiadającymi także krótkopędy rodzajami modrzew Larix i modrzewnik Pseudolarix.
Głównie dzięki metodom molekularnym ustalono pozycję rodzaju jako bazalną dla grupy określanej mianem 'abietoid' lub wyróżnianej w randze podrodziny jodłowych Abietoideae w obrębie rodziny sosnowatych Pinaceae. Niektóre źródła wskazują na niewykluczoną pozycję bazalną tych roślin dla całej rodziny sosnowatych.
Podział rodzaju
W zależności od ujęcia w obrębie rodzaju wyróżnia się od dwóch do czterech gatunków. Wyraźnie odrębny, o ugruntowanej pozycji systematycznej, jest cedr himalajski C. deodara, stanowiący klad bazalny w obrębie rodzaju. Cedry występujące w górach otaczających Morze Śródziemne zaliczane są do jednego szeroko ujmowanego gatunku – cedru libańskiego, lub rozdzielane są na dwa albo trzy gatunki. 
We współczesnych bazach taksonomicznych i publikacjach rodzaj dzielony jest zwykle na trzy gatunki:
- Cedrus atlantica (Endl.) Manetti ex Carrière – cedr atlaski
- Cedrus deodara (Roxb. ex D.Don) G.Don  – cedr himalajski
- Cedrus libani A.Rich. – cedr libański

## Zastosowanie

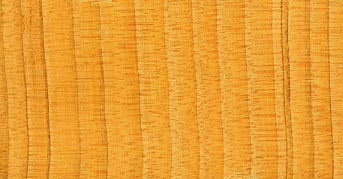
Drewno cedrowe

Drewno ma intensywny czerwonobrązowy kolor, jest lekkie, silnie aromatyczne i odporne na gnicie. Cenione bardzo było już w Starożytności drewno cedrów libańskich. 2600 lat p.n.e. władający Egiptem Snofru wykorzystywał ogromne ilości tego drewna do budowy statków i budowli. Także uznaje się, że z tego gatunku zbudowano Pierwszą Świątynię Jerozolimską w X w. p.n.e. Intensywna eksploatacja cedrów libańskich doprowadziła do radykalnego zmniejszenia powierzchni lasów z tym gatunkiem. Podobny los spotyka cedr atlaski stanowiący bardzo istotne źródło trwałego, bardzo cenionego drewna w Afryce Północnej. Z powodu intensywnej eksploatacji w ciągu XX wieku powierzchnia lasów z cedrem atlaskim w Maroku uległa zmniejszeniu o ponad połowę. Cedr himalajski odgrywa podobną rolę jak gatunki śródziemnomorskie jako źródło cenionego drewna w Pakistanie i północno-zachodnich Indiach. Drewno cedrowe wykorzystywane jest jako konstrukcyjne, także w meblarstwie i do innych zastosowań. Z odpadów drzewnych cedru himalajskiego pozyskuje się olejek wonny.  
Roślina ozdobna: Cedry są często uprawiane jako drzewa ozdobne w krajach o łagodnym klimacie. Już w pierwszej połowie XVII wieku w Wielkiej Brytanii zwłaszcza uprawiano cedry libańskie. W I połowie XIX wieku cedr atlaski został rozpowszechniony jako ozdobny w Europie Zachodniej (z powodu wrażliwości na mróz nie jest uprawiany w jej części wschodniej i północnej). Cedr himalajski jako najbardziej wrażliwy z cedrów na późne przymrozki uprawiany jest jako ozdobny tylko na obszarach o bardzo łagodnym klimacie.